# 2075
Rok 2075 (MMLXXV) gregoriánského kalendáře začne v úterý 1. ledna a skončí v úterý 31. prosince.

## Předpokládané a naplánované události
- 20. června – 100. výročí premiéry filmu Čelisti
- 1. srpna – 150. výročí založení týmu New York Giants